# Clasificación morfológica de las galaxias

Diagrama del diapasón de Hubble, de la secuencia de Hubble.

La clasificación morfológica de las galaxias es un sistema utilizado por los astrónomos para dividir las galaxias en grupos según su apariencia visual. Hay varios esquemas en uso por los cuales las galaxias pueden ser clasificadas de acuerdo a sus morfologías, siendo la más famosa la secuencia de Hubble, ideada por Edwin Hubble y luego expandida por Gérard de Vaucouleurs y Allan Sandage.

## Secuencia de Hubble

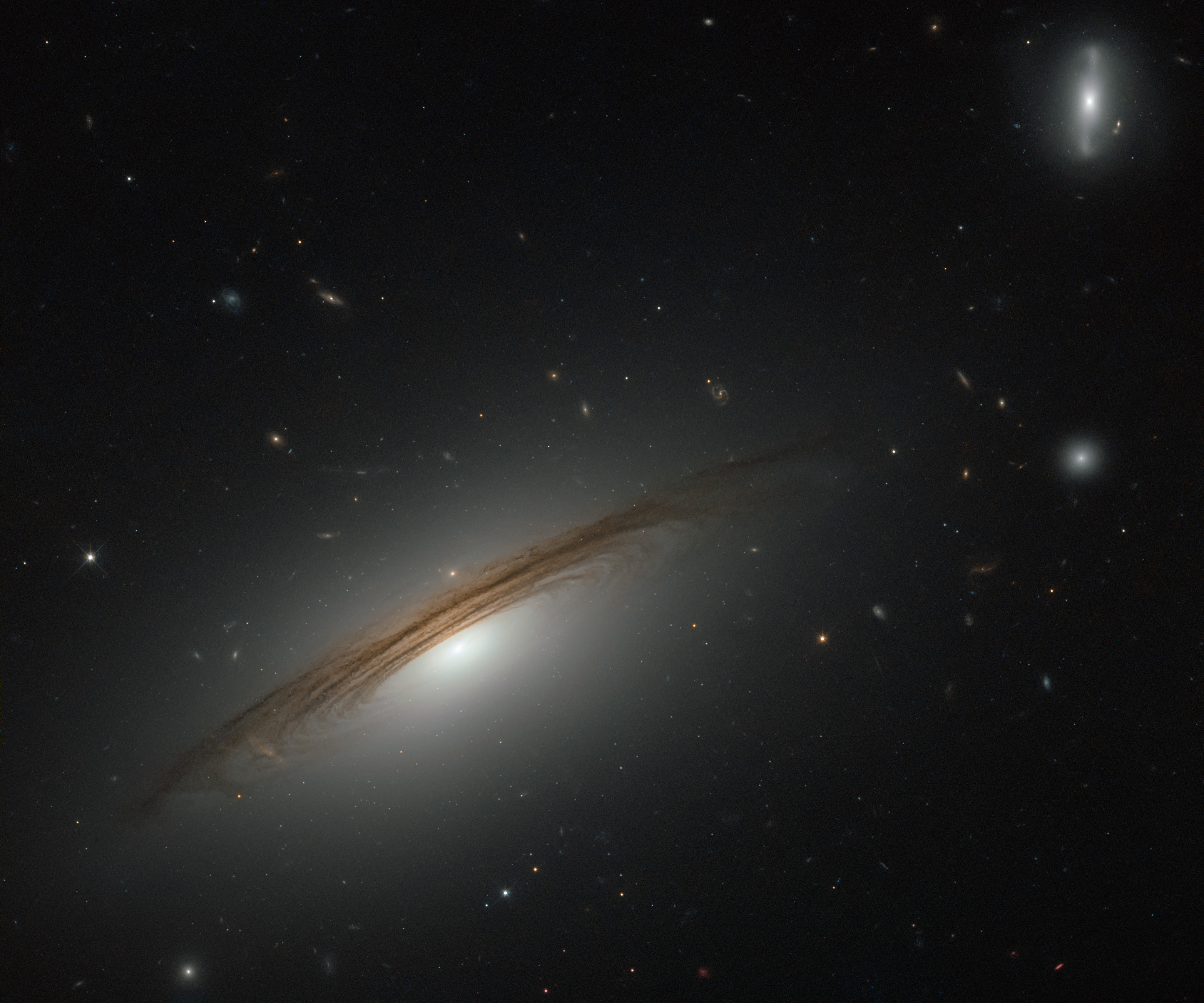
La galaxia Spiral UGC 12591 está clasificada como una galaxia S0/Sa.

La secuencia de Hubble es un esquema de clasificación morfológica para galaxias inventado por Edwin Hubble en 1926.
A menudo se le conoce coloquialmente como el "diapasón de Hubble" debido a la forma en la que se representa tradicionalmente. El esquema de Hubble divide las galaxias en tres amplias clases basadas en su apariencia visual (originalmente en placas fotográficas):
- Las galaxias elípticas tienen distribuciones de luz suaves y sin características y aparecen como elipses en las imágenes. Se indican mediante la letra "E", seguida de un número entero "n" que representa su grado de elipticidad en el cielo.[5]
- Las galaxias espirales consisten en un disco aplanado, con estrellas formando una estructura (generalmente de dos brazos) y una concentración central de estrellas conocida como el bulbo galáctico, que es similar en apariencia a una galaxia elíptica. Se les da el símbolo "S". Aproximadamente la mitad de todas las espirales también se observan con una estructura en forma de barra, que se extiende desde la protuberancia central. A estas espirales barradas se les da el símbolo "SB".[6]
- Las galaxias lenticulares (designado S0) también consiste en un brillante bulbo central rodeado por una estructura extendida, similar a un disco pero, a diferencia de galaxias espirales, los discos de las galaxias lenticulares no tienen estructura espiral visible y no están formando activamente estrellas en ninguna cantidad significativa.[6][7]

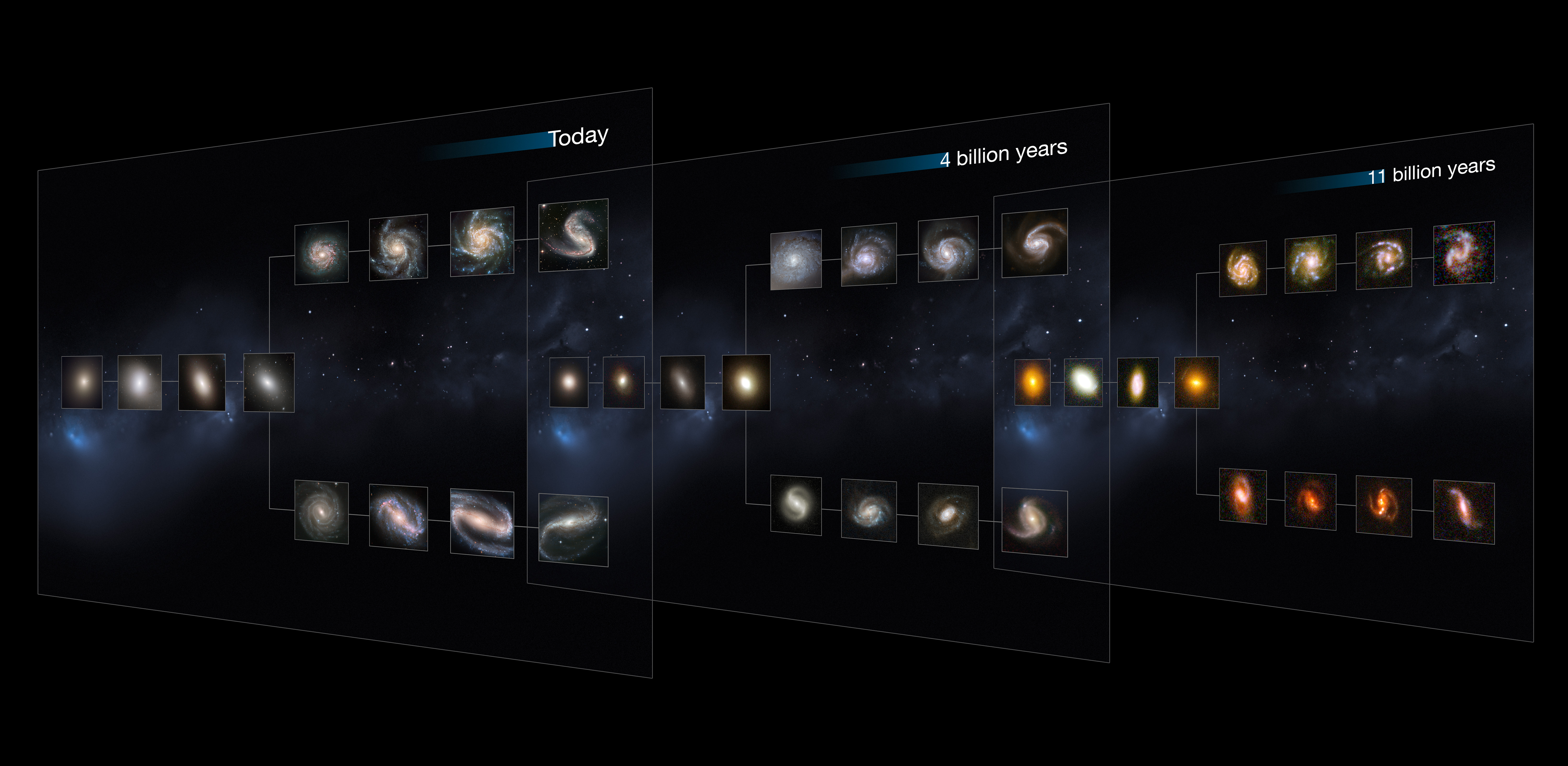
La secuencia de Hubble a lo largo de la historia del universo.

Estas amplias clases pueden ser extendidas para permitir distinciones más finas de apariencia y para abarcar otros tipos de galaxias, tales como galaxias irregulares, que no tienen una estructura regular obvia (ya sea en forma de disco o elipsoidal).
La secuencia de Hubble es a menudo representada en la forma de un diapasón de dos puntas, con las elípticas a la izquierda (con el grado de elipticidad aumentando de izquierda a derecha) y las espirales barradas y no barradas formando las dos puntas paralelas del diapasón. Las galaxias lenticulares se sitúan entre las elípticas y las espirales, en el punto donde las dos puntas se encuentran con el "mango".
Hasta el día de hoy, la secuencia de Hubble es el sistema más comúnmente utilizado para clasificar galaxias, tanto en investigación astronómica profesional como en astronomía amateur.
| Tipo de galaxia              | Masa (Masas solares) | Luminosidad (Luminosidad solarl) | Diámetro (kpc) | Poblaciones estelares         | Porcentaje de Galaxias Observadas |
| ---------------------------- | -------------------- | -------------------------------- | -------------- | ----------------------------- | --------------------------------- |
| Espiral / Espiral con barras | 109 hasta 1011       | 108 hasta 1010                   | 5–250          | Población I halo:Población II | 77% [cita requerida].             |
| Elíptica                     | 105 hasta 1013       | 105 hasta 1011                   | 1–205          | población II                  | 20%                               |
| Irregular                    | 108 hasta 1010       | 107 hasta 109                    | 1–10           | Población I                   | 3%                                |

## Sistema de Vaucouleurs

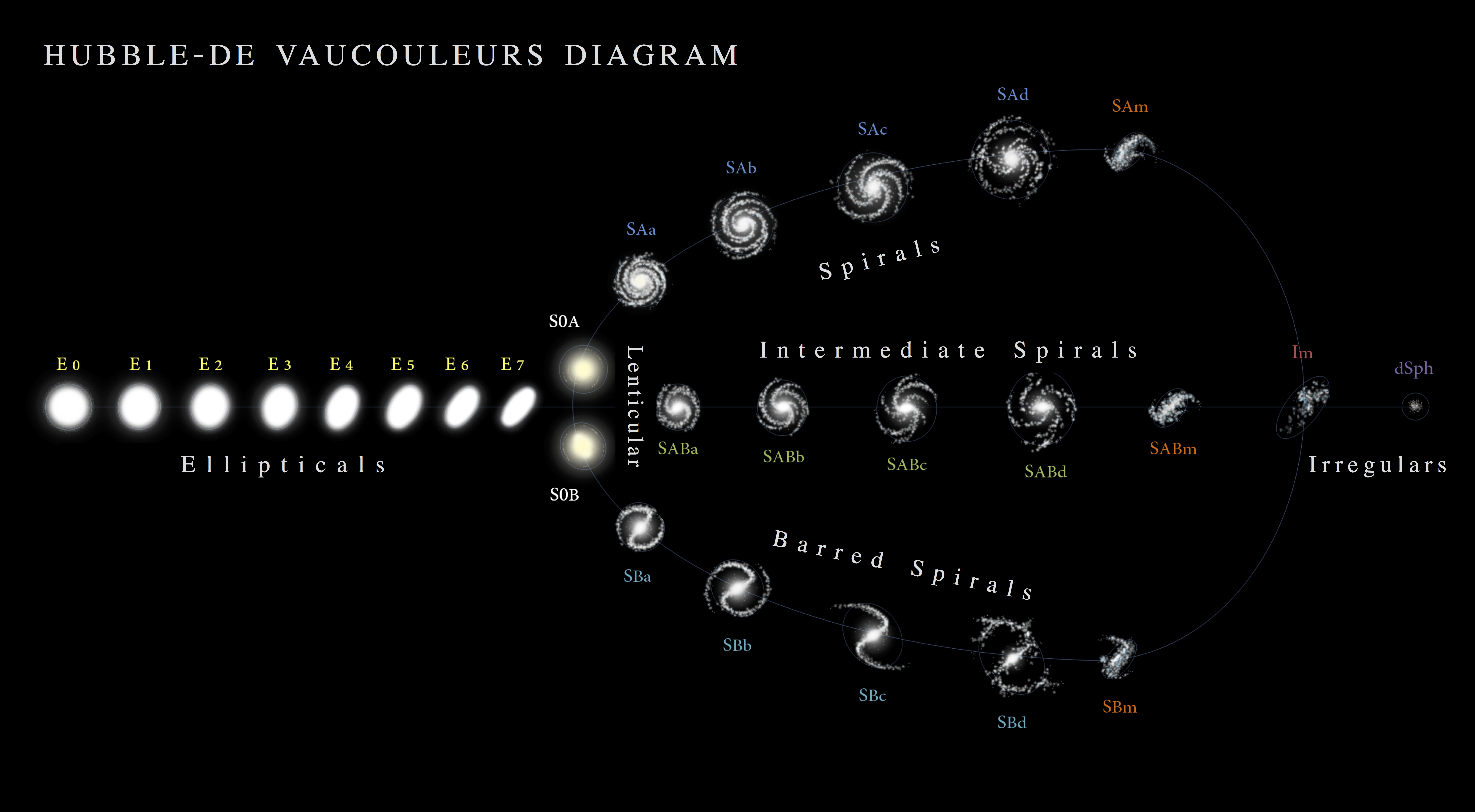
Diagrama de Hubble-de Vaucouleurs sobrela morfología de galaxias con galaxias elípticas, lenticulares, espirales, espirales intermedias, espirales barradas e irregulares.

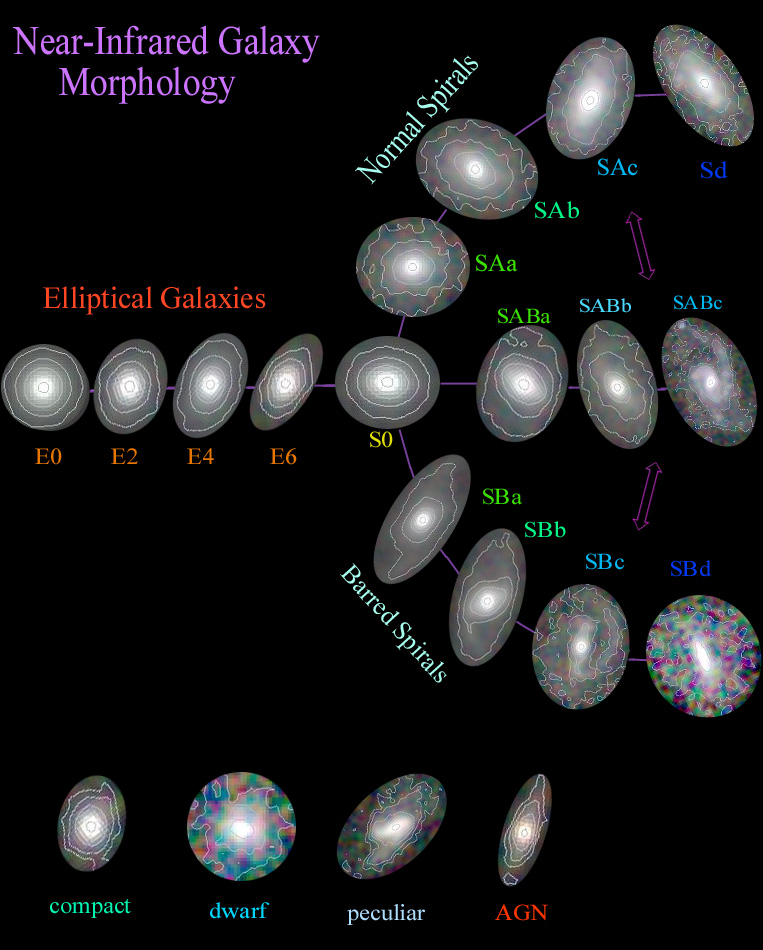
Diagrama de morfología de galaxias de Caltech.

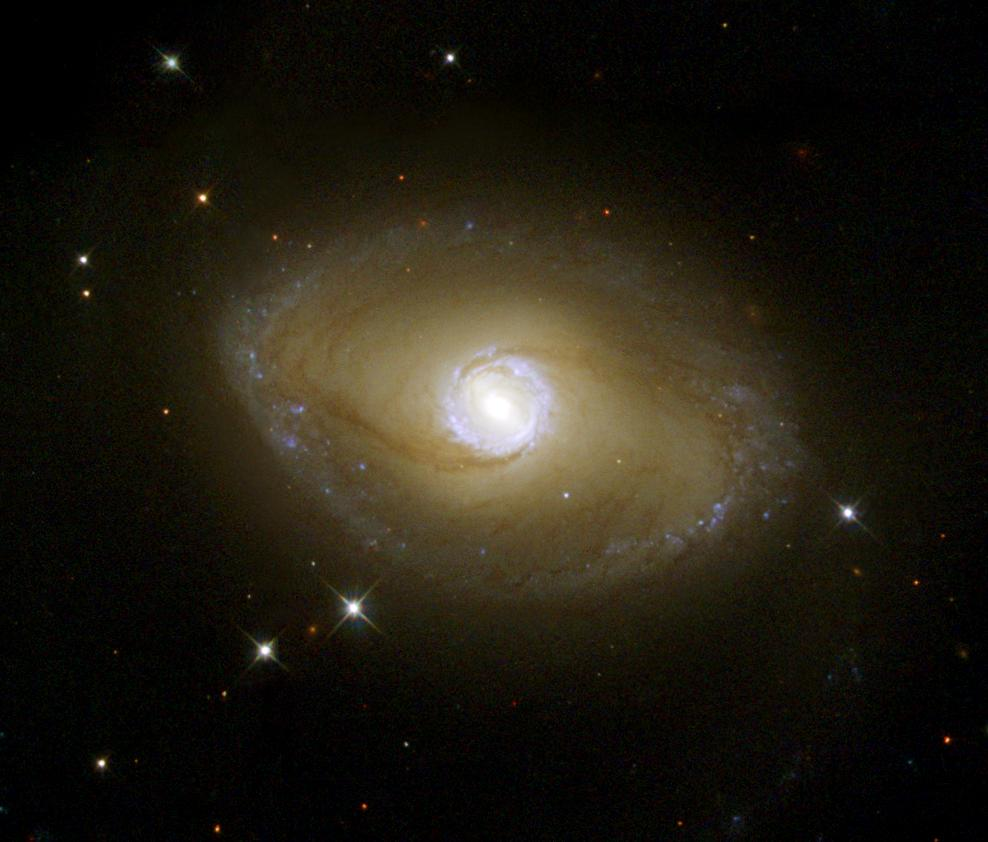
NGC 6782: una galaxia espiral (tipo SB(r)0/a) con tres anillos de radios diferentes, así como una barra.

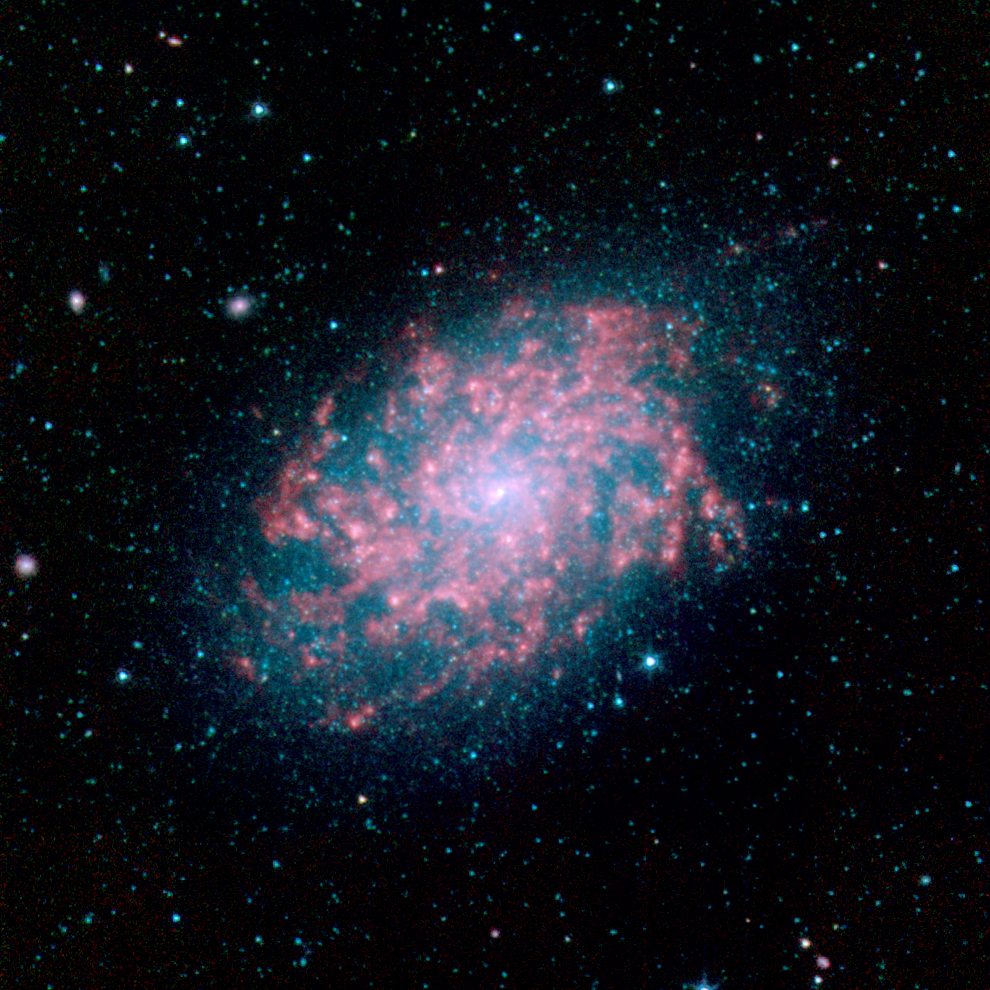
NGC 7793: una galaxia espiral de tipo SA(s)d.

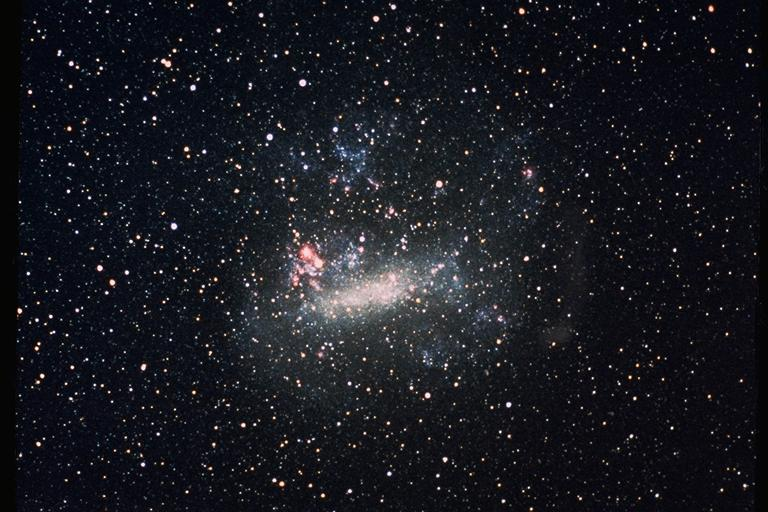
La Gran Nube de Magallanes: una galaxia tipo SBm.

El sistema de Vaucouleurs para clasificar galaxias es una extensión muy utilizada de la secuencia de Hubble, descrita por primera vez por Gérard de Vaucouleurs en 1959. De Vaucouleurs argumentó que la clasificación bidimensional del Hubble de galaxias espirales—basada en la estrechez de los brazos espirales y la presencia o ausencia de una barra- no describía adecuadamente el rango completo de las morfologías observadas de las galaxias. En particular, argumentó que los anillos y lentes son componentes estructurales importantes de las galaxias espirales.
El sistema de Vaucouleurs retiene la división básica de galaxias del Hubble en elípticas, lenticulares, espirales y irregulares. Para complementar el esquema de Hubble, de Vaucouleurs introdujo un sistema de clasificación más elaborado para galaxias espirales, basado en tres características morfológicas:
- Barra. Las galaxias se dividen en función de la presencia o ausencia de una barra nuclear. De Vaucouleurs introdujo la notación SA para denotar galaxias espirales sin barras, complementando el uso del SB del Hubble para espirales en barras. También permitió una clase intermedia, denominada SAB, que contenía espirales ligeramente enrevesadas.[15] Las galaxias lenticulares también están clasificadas como sin barras (SA0) o con barras (SB0), con la notación S0 reservada para aquellas galaxias para las que es imposible decir si una barra está presente o no (normalmente porque están al borde de la línea de visión).
- Anillos. Las galaxias se dividen en aquellas que poseen estructuras anulares (denominadas '(r)') y aquellas que no poseen anillos (denominadas '(s)'). A las llamadas galaxias de'transición' se les da el símbolo (rs).[15]
- Brazos en espiral. Como en el esquema original de Hubble, las galaxias espirales son asignadas a una clase basada principalmente en la estrechez de sus brazos espirales. El esquema de Vaucouleurs extiende los brazos del diapasón de Hubble para incluir varias clases adicionales de espirales:
  - Sd (SBd) - brazos difusos, rotos, formados por racimos estelares individuales y nebulosas; protuberancia central muy débil.
  - Sm (SBm) - de aspecto irregular; no tiene ningún componente de protuberancia
  - Im - galaxia altamente irregular

La mayoría de las galaxias en estas tres clases fueron clasificadas como Irr I en el esquema original de Hubble. Además, la clase Sd contiene algunas galaxias de la clase Sc de Hubble. Las galaxias de las clases Sm e Im se denominan Espirales "Magallánicas" e irregulares, respectivamente, después de las Nubes de Magallanes. La Gran Nube de Magallanes es de tipo SBm, mientras que la Pequeña Nube de Magallanes es una irregular (Im).
Los diferentes elementos del esquema de clasificación se combinan - en el orden en que se enumeran - para dar la clasificación completa de una galaxia. Por ejemplo, una galaxia espiral débilmente barrada con brazos sueltos y un anillo se denomina SAB(r)c.
Visualmente, el sistema de Vaucouleurs puede ser representado como una version tridimensional del diapasón de Hubble, con escenario (espiral) en el eje x-eje, familia (barredness) en el eje y-eje, y variedad (ringedness) en el eje z-eje.

### Etapa numérica de Hubble
De Vaucouleurs también asignó valores numéricos a cada clase de galaxia en su esquema. Los valores de la etapa numérica de Hubble T van de -6 a +10, con números negativos correspondientes a galaxias de tipo temprano (elípticas y lenticulares) y números positivos a tipos tardíos (espirales e irregulares). Las galaxias elípticas se dividen en tres'etapas': elípticas compactas (cE), elípticas normales (E) y tipos tardíos (E+). Los lenticulares se subdividen de manera similar en tipos temprano (S-), intermedio (S0) y tardío (S+). Las galaxias irregulares pueden ser de tipo magellánico (T = 10) o 'compacto' (T = 11).
| Etapa de Hubble: "T".      | −6 | −5 | −4 | −3   | −2   | −1  | 0    | 1  | 2    | 3  | 4    | 5  | 6   | 7  | 8      | 9     | 10    | 11 |
| de Vaucouleurs class       | cE | E  | E+ | S0 - | S0 0 | S0+ | S0/a | Sa | Sab  | Sb | Sbc  | Sc | Scd | Sd | Sdm    | Sm    | Im    |    |
| clase aproximada de Hubble | E  | E  | E  | S0   | S0   | S0  | S0/a | Sa | Sa-b | Sb | Sb-c | Sc | Sc  | Sc | Sc-Irr | Irr I | Irr I |    |

El uso de etapas numéricas permite más estudios cuantitativos de la morfología de las galaxias.

### Ejemplos
La galaxia NGC 1512 es de tipo morfológico SB(r)ab. SB indica que se trata de una espiral barrada. Espiral barrada SB. Un anillo (r) rodea la bombilla central. Las letras ab indican un enrollamiento intermedio de los brazos entre a y b.
La galaxia NGC 4314 es de tipo morfológico SB(rs)a. SB indica que se trata de una espiral barrada. Un pseudoanillo (rs) rodea el bulbo. La letra 'a' indica una curvatura apretada de los brazos.
La galaxia NGC 3081 es de tipo morfológico (R)SAB0/a(r). Es una espiral SAB débilmente barrada, pero el código 0/a indica que es una galaxia intermedia entre una espiral Sa y una lenticular S0. Un anillo (r) rodea la bombilla central. Un anillo (R) rodea la galaxia.

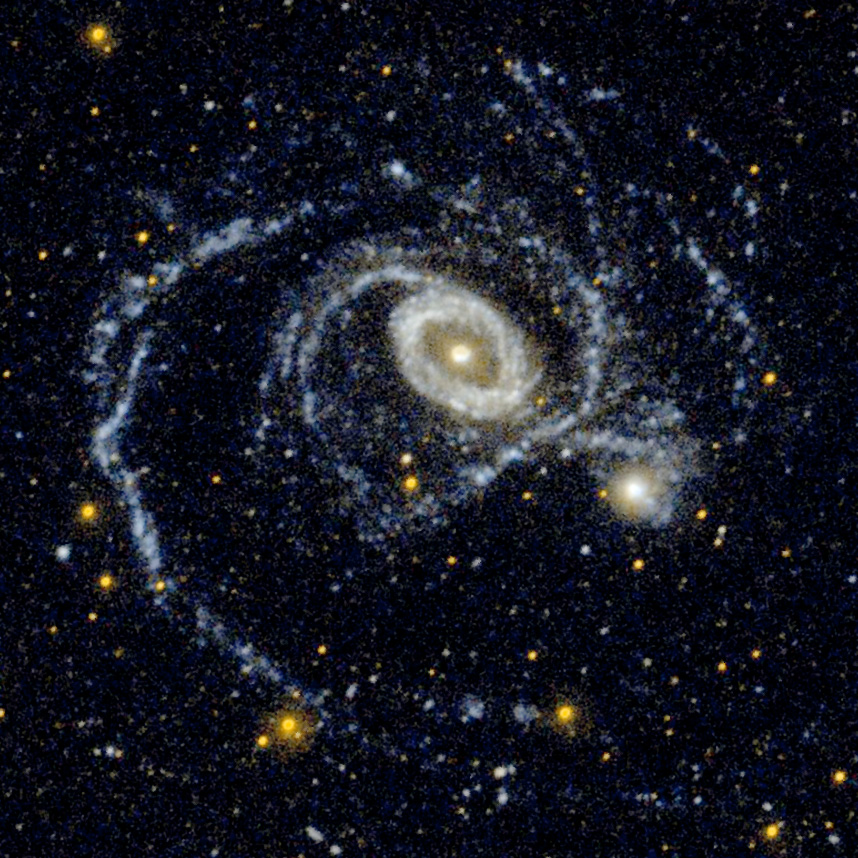
Galaxia NGC 1512 de tipo SB(r)ab. (Galaxy Evolution Explorer)
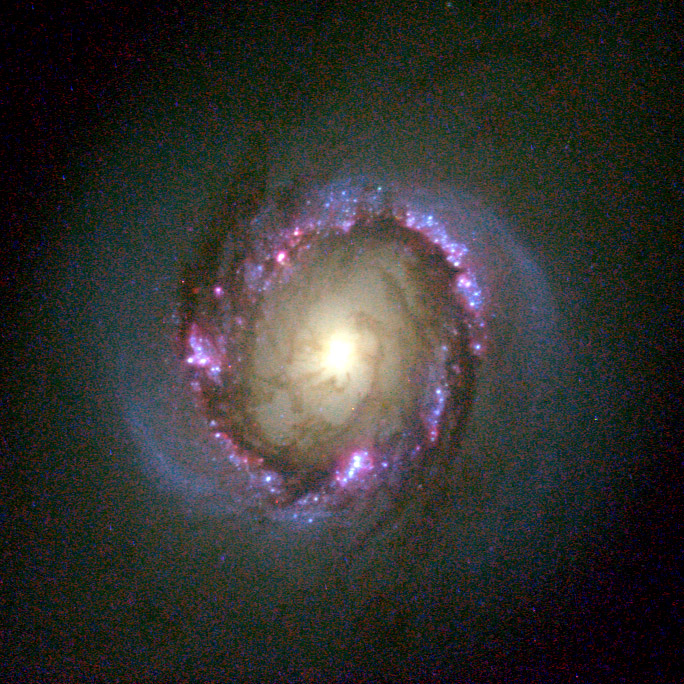
Galaxia NGC 4314 de tipo SB(rs)a. (Telescopio espacial Hubble)
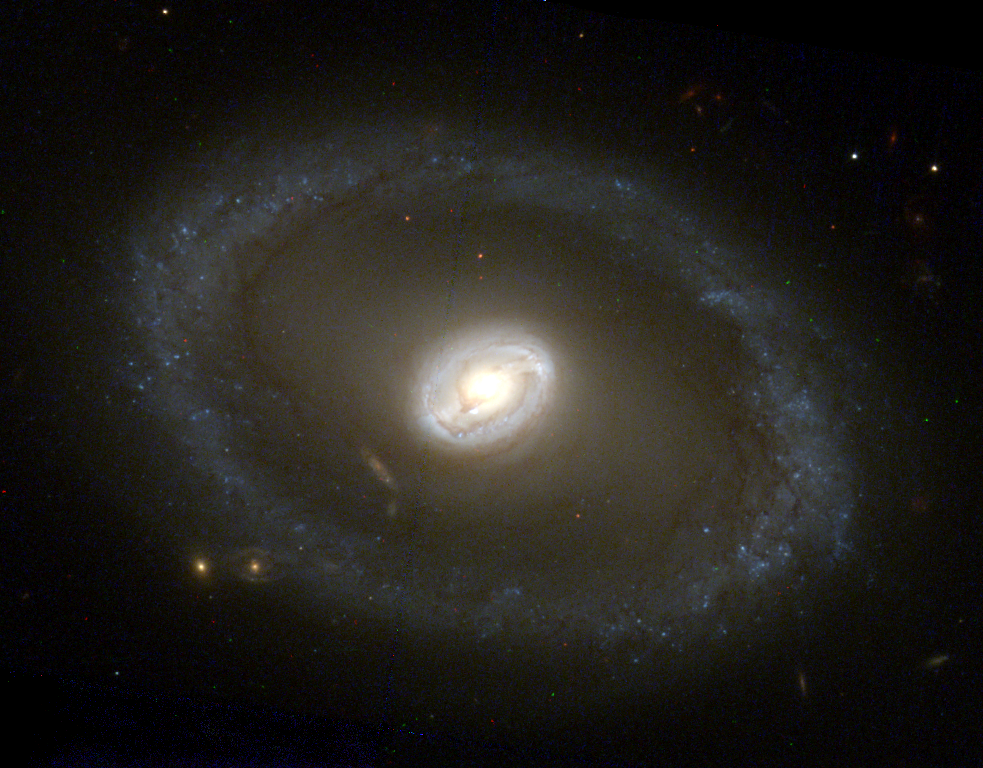
Galaxia NGC 3081 de tipo (R)SAB0/a(r) (Telescopio espacial Hubble)

## Esquema de Yerkes (o Morgan)
Creado por el astrónomo americano William Wilson Morgan. Junto con Philip Keenan, Morgan desarrolló el sistema MK para la clasificación de estrellas a través de sus espectros. El esquema de Yerkes utiliza el espectro de estrellas en la galaxia; la forma, real y aparente; y el grado de concentración central para clasificar las galaxias.
| Tipo espectral | Explicación               |
| -------------- | ------------------------- |
| a              | Estrellas A prominentes   |
| af             | Estrellas A-F prominentes |
| f              | Estrellas F prominentes   |
| fg             | Estrellas F-G prominentes |
| g              | Estrellas G prominentes   |
| gk             | Estrellas G-K prominentes |
| k              | Estrallas K prominenetes  |

| Forma galáctica | Explicación                                                           |
| --------------- | --------------------------------------------------------------------- |
| B               | Espiral enrejada                                                      |
| D               | Simetría de rotación sin estructura en espiral o elíptica pronunciada |
| E               | Elíptico                                                              |
| Ep              | Elíptico con absorción de polvo                                       |
| I               | Irregular                                                             |
| L               | Bajo brillo superficial                                               |
| N               | Núcleo brillante pequeño                                              |
| S               | Espiral                                                               |

| Inclinación | Explicación                   |
| ----------- | ----------------------------- |
| 1           | La galaxia está "cara a cara" |
| 2           |                               |
| 3           |                               |
| 4           |                               |
| 5           |                               |
| 6           |                               |
| 7           | La galaxia está en el borde   |

Así, por ejemplo, la Galaxia de Andrómeda se clasifica como kS5.